# HEXIM1
HEXIM1‏ (Hexamethylene bisacetamide inducible 1) هوَ بروتين يُشَفر بواسطة جين HEXIM1 في الإنسان.